# Brendan Eich

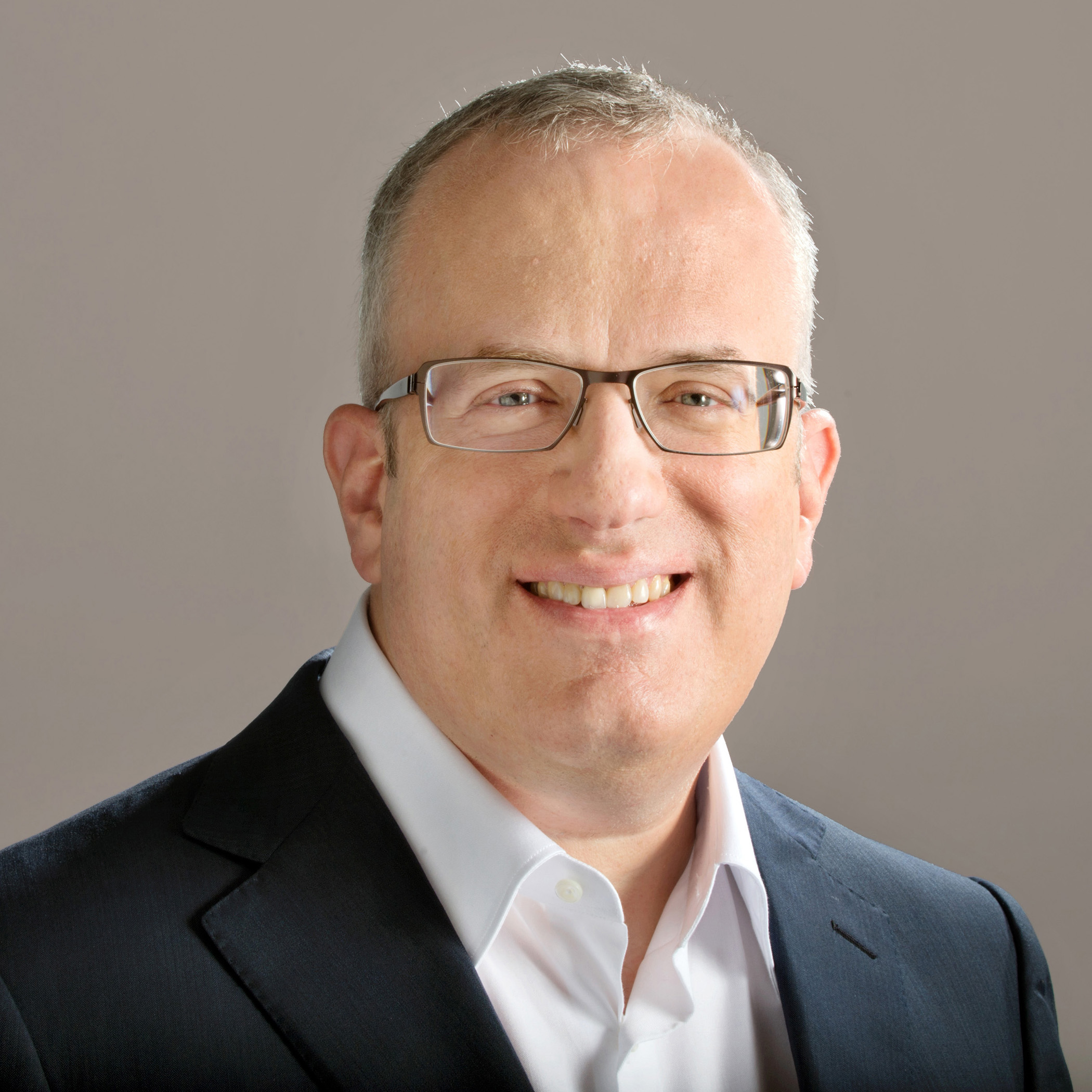
Brendan Eich, 2012

Brendan Eich (* 1961 in Pittsburgh, Pennsylvania) ist ein US-amerikanischer Programmierer, der LiveScript, einen Vorläufer von JavaScript, entwickelte. Eich war ab August 2005 Chief Technical Officer und war vom 24. März 2014 bis 3. April 2014 der CEO der Mozilla Corporation. Seit 2015 ist er der CEO der Brave Software Inc.

## Biografie
Brendan Eich begann seine berufliche Karriere bei dem Unternehmen Silicon Graphics, wo er sieben Jahre lang tätig war. Anschließend war er drei Jahre bei MicroUnity Systems Engineering angestellt. Dort beschäftigte er sich mit der Kernel-Programmierung und digitalen Signalprozessoren (DSP). Während seiner Arbeit bei MicroUnity schrieb er auch die erste Portierung des C-Compilers gcc für den MIPS-R4000-Prozessor.
Eich wurde vor allem durch seine Arbeit an Netscape und Mozilla bekannt. Er stieg im April 1995 bei Netscape Communications ein und arbeitete an JavaScript, welches ursprünglich erst Mocha und später LiveScript genannt wurde, für den Netscape Navigator. Anfang 1998 half er bei der Gründung von mozilla.org und als AOL im Juli 2003 die Abteilung für den Netscape-Browser schloss, war Eich an der Gründung der Mozilla Foundation beteiligt.
2008 spendete Eich 1.000 US-Dollar für eine Kampagne zur Unterstützung der „California Proposition 8“, einer Initiative zur Einführung eines Verfassungszusatzes per Volksabstimmung, die die Ehe als Verbindung zwischen Mann und Frau definieren sollte und sich gegen eine staatliche gleichgeschlechtliche Ehe in Kalifornien wandte. In den 1990er Jahren hatte er den paläokonservativen Politiker und TV-Kommentator Pat Buchanan mit einer Spende in Höhe von 1.000 US-Dollar unterstützt. Eich spendete für Ron Paul. Als Eich 2014 zum CEO der Mozilla Corporation ernannt wurde, gerieten diese Spenden erneut in die Kritik. Nach öffentlichem Druck trat Eich nach wenigen Tagen im Amt zurück.
Im April 2016 verteidigte er als CEO der Brave Software Inc. die Konzeption des Browsers Brave gegen Angriffe der Newspaper Association of America.